# Arlene Raven
Pour les articles homonymes, voir Raven.
Arlene Raven (née Arlene Rubin, le 12 juillet 1944, Baltimore, Maryland et morte le 1er août 2006 à Brooklyn) est une historienne de l'art féministe, autrice et commissaire d'exposition américaine. Arlene Raven est la cofondatrice de nombreuses organisations d'art féministe à Los Angeles dans les années 1970.

## Jeunesse
Arlene Raven est issue d'une famille juive américaine de classe moyenne résidant à Baltimore. Son père était propriétaire d'un bar et sa mère femme au foyer.
Arlene Raven passe son baccalauréat au Hood College dans le Maryland en 1965, puis poursuivit ses études supérieures par un master en peinture à l'Université George Washington. Elle est aussi titulaire d'un doctorat en histoire de l'art de l'Université Johns Hopkins, obtenu en 1975.

## Carrière
Arlene Raven est une figure majeure de l'art féministe. Elle incite les artistes femmes à s'émanciper et à créer et exposer des œuvres spécifiquement liées à leurs expériences en tant que femmes.
En 1973, elle cofonde le Feminist Studio Workshop avec Judy Chicago et Sheila Levrant de Bretteville, qui deviendra le Woman's Building. La même année, Arlene Raven crée le Center for Feminist Art Historical Studies avec sa collègue historienne de l'art Ruth Iskin. Le lieu est dédié à des recherches sérieuses sur les femmes artistes, au développement d'une méthodologie historique de l'art féministe et à la création d'archives de diapositives d'œuvres.
Arlene Raven a également édité le magazine féministe Chrysalis. Elle est aussi fondatrice du Women's Caucus for Art.
Lesbienne, elle devient, en 1976, membre fondatrice du Lesbian Art Project. Les membres y explorent leur lesbianisme à travers l'art, font des recherches sur des artistes lesbiennes du passé, comme la peintre Romaine Brooks, et remettent en question la signification culturelle du terme de « lesbienne ».
En plus du Feminist Studio Workshop, Arlene Raven a également enseigné au California Institute of the Arts, Maryland Institute College of Art, Parsons The New School for Design, UCLA, University of Southern California et The New School for Social Research.
Dans les années 1980, elle devient la rédactrice en chef du Village Voice.
Elle organise dix expositions, dont celles du Baltimore Museum of Art et du Long Beach Museum of Art. Elle commissaire de l'exposition notable At Home, « qui a rassemblé de nombreux artistes et idées qu'elle avait défendus au cours de la décennie précédente. »
En 2000, Arlene Raven intègre la résidence à la Rinehart School of Sculpture du Maryland Institute College of Art en tant que critique.

## Distinctions et décès
En 2002, Arlene Reven reçoit le prix Frank Jewett Mather pour la critique d'art de la College Art Association.
Elle décède d'un cancer à son domicile de New York, le 1er août 2006, à l'âge de 62 ans.

## Ouvrages
Arlene Raven est l'autrice plusieurs livres dont :
- (en) New Feminist Criticism : Art, Identity, Action, IconEditions, 1984, 345 p. (ISBN 0-06-430909-6)
- (en) Feminist Art Criticism : An Anthology, IconEditions, 1988, 248 p. (ISBN 0-8357-1878-6)
- (en) Crossing Over : Feminism and Art of Social Concern, UMI Research Press, 1988 (ISBN 0-8357-2017-9)
- (en) Art in the Public Interest, UMI Research Press, 1989, 373 p. (ISBN 0-306-80539-1)